# Kuusijärvi (sjö i Keuru, Mellersta Finland)
Kuusijärvi är en sjö i kommunen Keuru i landskapet Mellersta Finland i Finland. Sjön ligger 127,6 meter över havet. Arean är 3,22 kvadratkilometer och strandlinjen är 17,68 kilometer lång. Sjön  ingår i Kumo älvs huvudavrinningsområde.   Den ligger omkring 81 kilometer väster om Jyväskylä och omkring 240 kilometer norr om Helsingfors. 
I sjön finns öarna Kanasaari och Ristelinsaaret. 